# Louise Humann

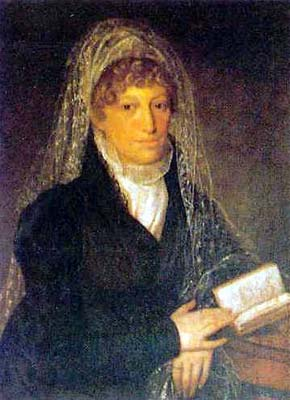
Louise Humann (1766–1836)

Marie Madeleine Louise Humann (* 29. September 1766 in Straßburg; † 19. September 1836 ebenda) war eine unverheiratete katholische Bürgerin Straßburgs, die nachhaltigen Anteil an der Entwicklung der um eine Restauration katholischer und apostolischer Werte bemühten „Straßburger Schule“ katholischer Frömmigkeit hatte.
Louise Humann empfing wesentliche Anregungen durch ihre Freundschaft mit Joseph Ludwig Colmar (1760–1818). Gemeinsam mit Colmar und einer begüterten Straßburger Witwe, Marie Thérèse Breck, legte sie am Herz-Jesu-Fest (23. Juni 1797) in der Kapelle von Turkenstein in den Vogesen ein Gelübde ab, ihr Leben der christlichen Unterweisung der Jugend und der Pflege der Kranken zu widmen. Mithilfe einer Stiftung Brecks erwarben die drei in Straßburg ein Haus in der Rue Sainte Elisabeth und gründeten dort ein Pensionnat. Als Colmar 1802 zum Bischof von Mainz ernannt wurde, folgte sie ihm bis zu dessen Tod nach Mainz, wo sie ebenfalls ein Institut gründete, das Institut Joséphine nach der Ehefrau Napoléons Joséphine de Beauharnais und sich karitativen Aufgaben, unter anderem der Krankenpflege während der großen Typhusepidemie von 1813, widmete.
Nach der Rückkehr 1819 nach Straßburg gründete sie dort einen Zirkel religiös und philosophisch interessierter Bürger und Universitätsmitglieder, denen sie das geistige Erbe Colmars weiterzugeben versuchte, und von denen sie als eine Art geistliche Mutter anerkannt wurde.
Zu diesem Zirkel gehörte Louis Eugène Marie Bautain (1796–1867), seit 1816 Professor für Philosophie am Collège Royal von Straßburg, der sich unter dem Einfluss Humanns der Religion zuwandte, ein Medizinstudium absolvierte (1826), nach kurzer theologischer Ausbildung 1828 zum Priester geweiht wurde und seit 1830 das Petit Séminaire Saint-Louis leitete. Nach Konflikten mit dem örtlichen Klerus verlegte er mit weiteren Mitgliedern des Zirkels seinen Wirkungskreis 1840 nach Juilly bei Paris, wo er 1842 das Institut de Saint-Louis gründete.
Zu dem Zirkel Humanns gehörte ferner der jüdische Rechtsanwalt Marie-Théodore Ratisbonne, der sich unter dem Einfluss von Humann und Bautin zum Katholizismus bekehrte, sich nach katechetischer Vorbereitung durch Louise Humann 1827 heimlich taufen ließ, Medizin und Theologie studierte, 1830 zum Priester geweiht wurde und nach Stationen in Juilly und Paris 1842 die Kongregation Notre Dame de Sion gründete.
Bei den Nachfolgern Bautins und Ratisbonnes genießt Louise Humann bis heute große Verehrung. Nach ihr wurde unter anderem das Louise Humann Centre benannt, ein Gymnasium und Veranstaltungszentrum am College Our Lady of Sion im australischen Box Hill (Melbourne).